# Dichaea elliptica
Dichaea elliptica là một loài thực vật có hoa trong họ Lan. Loài này được Dressler & Folsom mô tả khoa học đầu tiên năm 2002.